# سناتش بوت
سناتش بوت أداة لإنشاء روبوتات دردشة ذات خدمة سحابية مجانية مُصَممة لشبكات التواصل الاجتماعي.

## التاريخ
قام كلُ من هنري بن عزرا وآفي بن عزرا بتأسيس «سناتش بوت» في عام 2015، والذي يعد أحد شركات التكنولوجيا الحديثة التي ظهرت في هرتسليا بيتوح في إسرائيل.
في يوليو عام 2017، قام «سناتش بوت» برعاية قمة روبوتات الدردشة التي أُقيمت في برلين، بألمانيا. تفاعل أكثر من 30 مليون مستخدم جديد مع روبوتات الدردشة المُنفذة على منصة «سناتش بوت» في ديسمبر 2017.

## الخدمات
يساعد «سناتش بوت» المستخدمين على إنشاء روبوتات دردشة لتطبيقات مثل فيس فيسبوك ماسنجر وسكايب وسلاك و الرسائل النصية SMS وتويتر وغيرها من منصات شبكات التواصل الاجتماعي. كما يوفر «سناتش بوت» نماذج مجانية لتقنيات معالجة اللغة الطبيعية. تتيح المنصة إنشاء روبوتات الدردشة التي يمكنها تحليل نوايا المستخدمين، إلى جانب أدوات الشركة لتعلّم الآلة.